# اچ‌ام‌اس اوسوری (۱۶۸۲)
اچ‌ام‌اس اوسوری (۱۶۸۲) (به انگلیسی: HMS Ossory (1682)) یک کشتی بود که طول آن ۱۶۱ فوت (۴۹٫۱ متر) بود.